# Rahma Gharbi
Pour les articles homonymes, voir Gharbi.
Rahma Gharbi est une rameuse d'aviron tunisienne.

## Carrière
Rahma Gharbi est médaillée de bronze en deux de couple aux championnats d'Afrique 2010 à Tunis avec Racha Soula et médaillée de bronze en skiff juniors.